# Born Under a Bad Sign
Born Under a Bad Sign (Nacido bajo una mala señal en español) es el segundo disco de blues de Albert King publicado en 1967. Se convirtió en "uno de los más populares e influyentes álbumes de blues de fines de la década de 1960" y ha sido reconocido con el Premio del Salón de la Fama de los Grammy, el Salón de la Fama del Blues, y la revista Rolling Stone.

## Antecedentes
Born Under a Bad Sign fue el segundo disco de Albert King pero el primero con la discográfica Stax Records. Se compone de sencillos editados por King y grabados entre marzo de 1966 y junio de 1967, con pistas adicionales de estudio. Como acompañamiento a King, que cantaba y tocaba la guitarra principal, estaba la banda de sesión de Stax, Booker T. & the M.G.'s, además de los The Memphis Horns.

## Estilo e influencia
El lanzamiento de Born Under a Bad Sign en 1967 "cambiaría el rostro de la música estadounidense, modernizando el blues". "Fue el punto divisorio del blues moderno, el punto en el que la música fue rescatada de caer en la oscuridad". Parte del éxito del álbum fue atribuido a Booker T. and the MGs que "dieron a su blues un sonido elegante y conmovedor, dándole a King un atractivo cruce". Cuatro de las canciones del álbum se convirtieron en clásicos modernos del blues: "Born under a bad sign", "Oh pretty woman", "The hunter", y "Crosscut saw" (a pesar de ser una canción antigua, King le dio un nuevo tratamiento). Junto con "Personal manager" y "Laundromat blues", "formaron la base misma de la identidad musical y el legado de Albert King".
El trabajo de Albert King en la guitarra de este álbum "influyó directamente en las legiones de guitarristas que estudiaron sus sutilezas y matices" y fue "profundamente influyente, no solo en el blues sino que también en el rock & roll". Jimi Hendrix, Eric Clapton, y Stevie Ray Vaughan han reconocido la influencia de King; de hecho, algunos de sus solos de guitarra son aproximaciones cercanas a los que se encuentran en "Born Under a Bad Sign".

## Premios y reconocimientos
En 1985, "Born Under a Bad Sign" fue incluido en el Salón de la Fama del Blues en la categoría de "Grabaciones Clásicas de Blues". Recibió un Premio Grammy Salón de la Fama en 1999 y en 2003 el disco fue ubicado en el puesto 499 en la lista de los 500 Mejores Álbumes de Todos los Tiempos de la revista Rolling Stone. La reedición del 2002 de Stax Records recibió el 2003 un Blues Music Award al "Álbum Histórico de Blues del Año".

## Lista de canciones

### Álbum original
Lado 1

| Side 1 |                         |                                                                          |          |  |
| N.º    | Título                  | Escritor(es)                                                             | Duración |  |
| 1.     | «Born Under a Bad Sign» | William Bell, Booker T. Jones                                            | 2:47     |  |
| 2.     | «Crosscut Saw»          | R.G. Ford                                                                | 2:35     |  |
| 3.     | «Kansas City»           | Jerry Leiber, Mike Stoller                                               | 2:33     |  |
| 4.     | «Oh, Pretty Woman»      | A.C. Williams                                                            | 2:48     |  |
| 5.     | «Down Don't Bother Me»  | Albert King                                                              | 2:10     |  |
| 6.     | «The Hunter»            | Booker T. Jones, Carl Wells, Steve Cropper, Donald Dunn, Al Jackson, Jr. | 2:45     |  |

Lado 2

| Side 2 |                              |                           |          |  |
| N.º    | Título                       | Escritor(es)              | Duración |  |
| 1.     | «I Almost Lost My Mind»      | Ivory Joe Hunter          | 3:30     |  |
| 2.     | «Personal Manager»           | Albert King, David Porter | 4:31     |  |
| 3.     | «Laundromat Blues»           | Sandie Jones              | 3:21     |  |
| 4.     | «As the Years Go Passing By» | Deadric Malone            | 3:48     |  |
| 5.     | «The Very Thought of You»    | Ray Noble                 | 3:46     |  |

### Reediciones
En 1998 Sundazed Music reeditó el álbum con dos bonus tracks adicionales, "Funk-Shun" y "Overall Junction", ambos escritos por Albert King. Esta edición ampliada también incluye notas de Deanie Parker y una nueva anotación del crítico de música Bill Dahl. Nunca fue editado en disco compacto y está disponible solo en LP.

## Versiones
"Born under a Bad Sign es un tema versionado en múltiples ocasiones por diversos artistas, lo cual confirma su estatura de clásico. Entre las más notables se encuentran:
- La realizada por Jimi Hendrix, de 1967, incluida en su álbum póstumo "Blues" (1994).
- La realizada por Cream en su álbum "Wheels of Fire" (1968) que también aparece en su concierto y DVD de "LIVE at The Royal Albert Hall" (2005).
- La realizada por Stevie Ray Vaughan en vivo junto a Albert King en 1983, que se editaría bajo el nombre "in Session" (1995)
- La realizada por Robben Ford en su álbum "Talk to your Daughter" (1988)
- La realizada por Paul Rodgers en su álbum "Muddy Water Blues" (1993)
- La realizada por Gary Clark Jr. acompañado de John Mayer en vivo en la gala del Rock and Roll Hall of Fame en 2013.
- La realizada por Blue Cheer en su último álbum de estudio What Doesn't Kill You... de 2007.